# Azat
Azat o Azatani és el nom de la petita noblesa armènia. El nom equival al llatí agnatus.
Els azatkʿ eren una classe de terratinents nobles directament subordinats als prínceps i al rei, com a príncep de la seva pròpia propietat, i alhora una classe de nobles guerrers, una ordre eqüestre. En primer lloc, el vassallatge s'expressava en el deure, que també era un privilegi, de servir la cavalleria feudal dels seus sobirans, així com en altres obligacions. Sembla plausible que gaudissin de certs drets governamentals menors a les seves pròpies terres. Els azat van participar en els principals esdeveniments del país, com l'elecció del Catòlics d'Armènia segons Faust de Bizanci. Durant la invasió del Regne d'Armènia per part de Shapur II, Àrsaces II, la seva dona Pharantzem i el seu fill, el futur rei Papas (Pap) es van amagar amb el tresor armeni a la fortalesa d'Artogerassa defensada per una tropa. d'azatkʿ. La seva equivalència amb els cavallers occidentals medievals es va reconèixer immediatament quan, com durant les croades, les dues societats, armènia i franca, van conviure. Així, el Codi armeno-cilicià de Simbaci el Conestable (després de 1275) explica el significat d'azat per dziavor, una adaptació armenia de cavaller.
Si els nobles servien a cavall eren aswar (cavallers). La cavalleria armènia era designada com Azatagund o Azatakoyt (cossos d'Azats).
Els Azat eren segons els càlculs entre quatre mil i quinze mil.